# Dum Spiro Spero
Dum Spiro Spero (estilizado como DUM SPIRO SPERO, frase en latín que significa "Mientras respiro espero") es el octavo álbum de estudio de la banda de metal DIR EN GREY, lanzado a la venta el 3 de agosto de 2011. Fue lanzado como un CD de 14 canciones, como un CD con las 14 canciones originales y 2 más como bonus track, como 2 discos; el normal y otro de 10 remix y una versión limitada de 2 discos, 1 DVD y 2 Discos de vinilo

## Canciones

### DISCO 1: CD
| N.º | Título | Duración |  |
| 1.  | «狂骨の鳴り» (Kyoukotsu no Nari)                                                                                   | 1:58     |  |
| 2.  | «THE BLOSSOMING BEELZEBUB»                                                                                         | 7:35     |  |
| 3.  | «DIFFERENT SENSE»                                                                                                  | 5:03     |  |
| 4.  | «AMON» | 4:03     |  |
| 5.  | «「欲巣にDREAMBOX」あるいは成熟の理念と冷たい雨» (「Yokusou ni DREAMBOX」 Aruiwa Seijuku no Rinen to Tsumetai Ame) | 4:49     |  |
| 6.  | «獣慾» (Juuyoku)                                                                                                   | 3:28     |  |
| 7.  | «滴る朦朧» (Shitataru mourou)                                                                                      | 4:02     |  |
| 8.  | «LOTUS» | 4:03     |  |
| 9.  | «DIABOLOS» | 9:51     |  |
| 10. | «暁» (Akatsuki) | 3:33     |  |
| 11. | «DECAYED CROW» | 3:48     |  |
| 12. | «激しさと、この胸の中で絡み付いた灼熱の闇» (Hageshisa to, Kono Mune no Naka de Karamitsuita Shakunetsu no Yami)    | 4:03     |  |
| 13. | «VANITAS» | 5:27     |  |
| 14. | «流転の塔» (Ruten no Tou)                                                                                          | 4:27     |  |

### DISCO 2: CD
| N.º | Título | Duración |  |
| 1.  | «羅刹国» (Rasetsukoku) | 4:41     |  |
| 2.  | «AMON (Symphonic Ver.)» | 5:02     |  |
| 3.  | «流転の塔 (Unplugged Ver.)» (Ruten no Tou (Unplugged Ver.))                                                                          | 4:56     |  |
| 4.  | «DIABOLOS (Demo2010, Short Ver.)» | 5:01     |  |
| 5.  | «暁 (Demo2010)» (Akatsuki (Demo2010))                                                                                                | 3:29     |  |
| 6.  | «THE BLOSSOMING BEELZEBUB (Remix)»                                                                                                   | 6:24     |  |
| 7.  | «「欲巣にDREAMBOX」あるいは成熟した理念と冷たい雨 (Remix)» (「Yokusou ni DREAMBOX」 Aruiwa Seijuku no Rinen to Tsumetai Ame (Remix)) | 5:19     |  |
| 8.  | «滴る朦朧 (Remix)» (Shitataru Mourou (Remix))                                                                                        | 3:47     |  |
| 9.  | «暁 (Remix)» (Akatsuki (Remix)) | 4:23     |  |
| 10. | «DECAYED CROW (Remix)» | 3:40     |  |

### DISCO 3: DVD
| N.º | Título | Duración |  |
| 1.  | «RECORDING & INTERVIEW» |          |  |
| 2.  | «激しさと、この胸の中で絡み付いた灼熱の闇 [LIVE]» (Hageshisa to, Kono Mune no Naka de Karamitsuita Shakunetsu no Yami [LIVE]) |          |  |
| 3.  | «LOTUS [LIVE]» |          |  |
| 4.  | «DIFFERENT SENSE [LIVE]» |          |  |
| 5.  | «獣慾» (Juuyoku) |          |  |
| 6.  | «VANITAS (In-Studio Footage)»                                                                                                 |          |  |
| 7.  | «残 [PV]» (Zan [PV]) |          |  |

### DISCO 4: LP

#### Cara A
| N.º | Título                           | Duración |  |
| 1.  | «狂骨の鳴り» (Kyoukotsu no Nari) | 1:58     |  |
| 2.  | «THE BLOSSOMING BEELZEBUB»       | 7:35     |  |
| 3.  | «DIFFERENT SENSE»                | 5:03     |  |

#### Cara B
| N.º | Título | Duración |  |
| 1.  | «AMON» | 4:03     |  |
| 2.  | «「欲巣にDREAMBOX」あるいは成熟の理念と冷たい雨» (「Yokusou ni DREAMBOX」 Aruiwa Seijuku no Rinen to Tsumetai Ame) | 4:49     |  |
| 3.  | «獣慾» (Juuyoku)                                                                                                   | 3:28     |  |
| 4.  | «滴る朦朧» (Shitataru mourou)                                                                                      | 4:02     |  |
| 5.  | «LOTUS» | 4:03     |  |

### DISCO 5: LP

#### Cara A
| N.º | Título          | Duración |  |
| 1.  | «DIABOLOS»      | 9:51     |  |
| 2.  | «暁» (Akatsuki) | 3:33     |  |
| 3.  | «DECAYED CROW»  | 3:48     |  |

#### Cara B
| N.º | Título | Duración |  |
| 1.  | «激しさと、この胸の中で絡み付いた灼熱の闇» (Hageshisa to, Kono Mune no Naka de Karamitsuita Shakunetsu no Yami) | 4:03     |  |
| 2.  | «VANITAS» | 5:27     |  |
| 3.  | «流転の塔» (Ruten no Tou)                                                                                       | 4:27     |  |

- Datos: Q2015869